# Monika Maron
Monika Maron (Berlino, 3 giugno 1941) è una scrittrice tedesca.

## Biografia
Si trasferì nel 1951 da Berlino Ovest a Berlino Est con il suo patrigno, Karl Maron, ministro dell'Interno della Repubblica Democratica Tedesca.
Studiò teatro e lavorò come assistente alla regia e giornalista. Alla fine degli anni 1970, iniziò a scrivere a tempo pieno a Berlino Est. Lasciò la Repubblica Democratica Tedesca nel 1988 con un visto triennale. Dopo aver vissuto ad Amburgo fino al 1992, tornò a Berlino riunificata, dove vive e scrive. Le sue opere trattano in gran parte il confronto con il passato ed esplorano le minacce poste sia dalla memoria che dall'isolamento. La sua prosa è essenziale, cupa e solitaria, trasmettendo la sensibilità e la disperazione dei suoi narratori.
Le sue opere pubblicate hanno manifestato opinioni politiche sempre più conservatrici.
Nell'ottobre 2020, l'editore S. Fischer ha annunciato che avrebbe concluso la sua collaborazione quarantennale con Monika Maron. Il processo ha suscitato un ampio dibattito. Da allora, le opere di Maron sono state pubblicate da Hoffmann und Campe.

## Opere (parziale)
- Flugasche (1981)
- Das Mißverständnis (1982)
- Die Überläuferin (1986)
- Animal Triste (1996)
- Zwei Brüder: Gedanken zur Einheit 1989–2009 (2010)
- Munin oder Chaos im Kopf (2018)
- Krumme Gestalten, vom Wind gebissen (2020)

## Riconoscimenti
- Premio Kleist (1992)
- Friedrich-Hölderlin-Preis (2003)